# Stanislao Cannizzaro

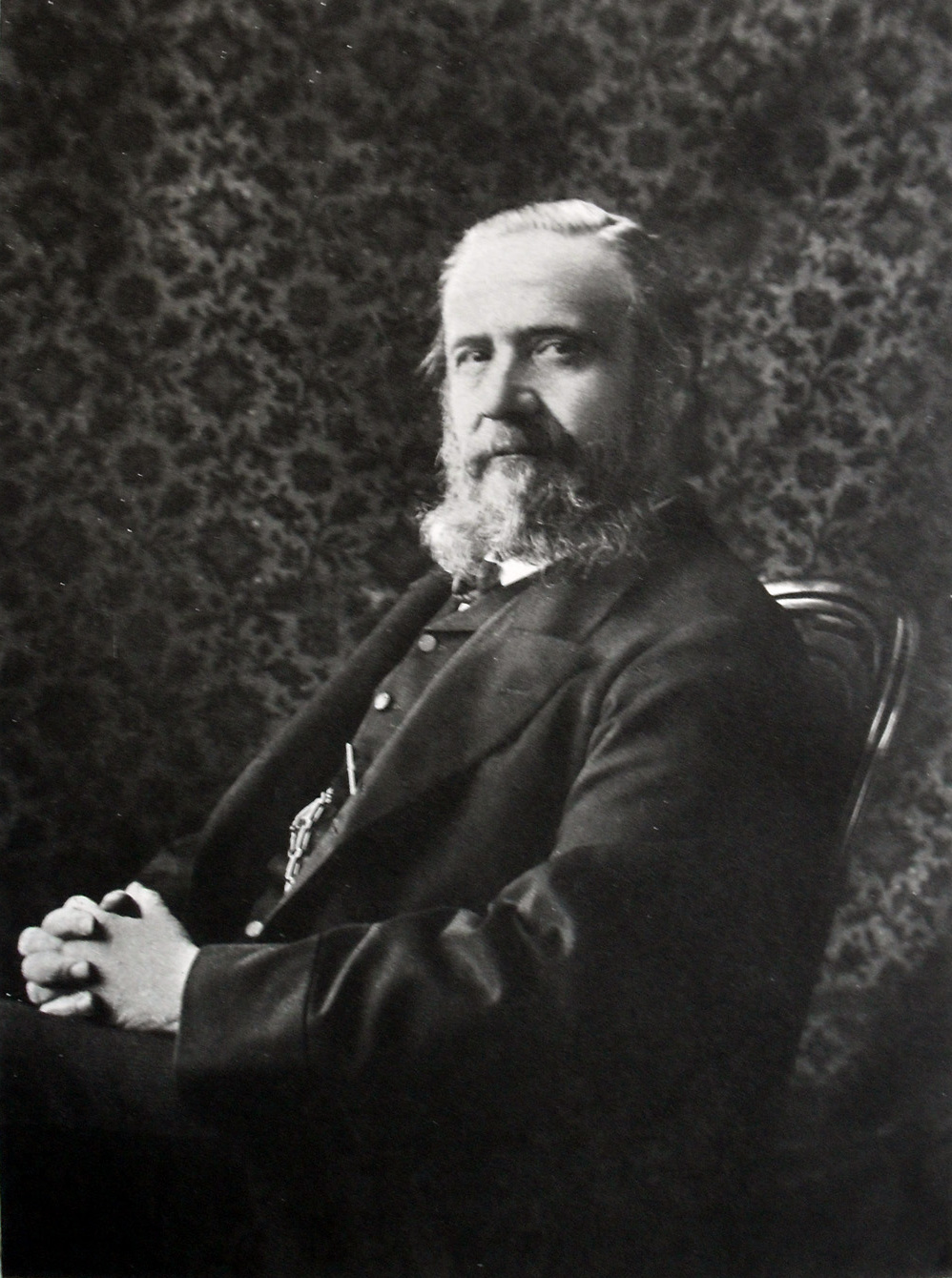
Stanislao Cannizzaro

Stanislao Cannizzaro, född 13 juli 1826 i Palermo, död 10 maj 1910, var en italiensk kemist.
Cannizzaro började på universitetet i Palermo 1841, med avsikten att utbilda sig till läkare, men snart övergick han till att studera kemi. 1845 och 1846 verkade han som assistent till Raffaele Piria (1815-1865), som då var professor i kemi i Pisa.
Under Siciliens självständighetskamp 1848 tjänstgjorde Cannizzaro som artilleriofficer i Messina och valdes också som representant för Francavilla i Siciliens parlament. Efter att Messina hade fallit i september 1848 stationerades han i Taormina. När upproret föll samman flydde han till Marseille i Frankrike i maj 1849 och kom, efter att ha besökt flera andra städer, till Paris i oktober.
Han arbetade i Michel Eugène Chevreuls laboratorium där och bidrog tillsammans med F. S. Cloz (1817-1883) för första gången till den kemiska forskningen 1851, genom att tillverka cyanamid genom att låta ammoniak reagera med klorcyanid löst i eter. Samma år utnämndes han till professor i fysikalisk kemi vid den nationella högskolan i Allessandria i Piemonte. Där upptäckte han att aldehyder, om de löses i en kaliumhydroxidlösning i etanol, kan uppdelas till motsvarande syra och alkohol, till exempel från bensaldehyd till bensoesyra och bensylalkohol, den så kallade Cannizzaro-reaktionen. På hösten 1855 blev han professor i kemi vid Genoas universitet i Genua. Efter ett par professorsposter i Pisa och Neapel tog han jobbet som professor i organisk och oorganisk kemi i Palermo. Där blev han kvar i tio år och undersökte aromatiska föreningar, samtidigt som han fortsatte med aminerna. 1871 blev han professor i kemi vid Roms universitet.
Utöver sitt arbete med organisk kemi bidrog han i hög grad till förståelsen av de grundläggande kemiska sambanden i sin skrift Sunto di un corso di Filosofia chimica (1858) där han gjorde tydlig åtskillnad mellan molekylvikt och atomvikt och också visade hur de elementära ämnenas atomvikter i flyktiga sammansatta ämnen kan beräknas ur dessa sammansatta ämnens molekylvikter. Härmed fick Avogadros hypotes om atomer och molekyler en stabil grund. Cannizzaro visade också hur elementens atomvikter kan beräknas från deras värmekapacitivitet även när deras gasdensitet inte är känd. Detta arbete hade stor betydelse för framväxandet av en förståelse för materiens struktur utifrån atom-begreppet. För detta tilldelades han Copley-medaljen av Royal Society 1891.
I egenskap av framstående vetenskapsman kunde han 1871 ta plats i den italienska senaten och senare blev han dess vicepresident. Som medlem i Rådet för offentlig utbildning, och även på andra sätt, hade han stort inflytande över utvecklandet av den naturvetenskapliga utbildningen i Italien.
Han blev ledamot av Kungliga Vetenskapsakademien år 1905.